# 6P/d’Arrest
6P/d’Arrest – kometa krótkookresowa należąca do rodziny komet Jowisza.

## Odkrycie
Kometa ta została odkryta przez pruskiego astronoma Heinricha Louisa d’Arresta 28 czerwca 1851. Odkrycia d’Arrest dokonał w Lipsku.

## Orbita komety
Orbita 6P/d’Arrest ma kształt elipsy o mimośrodzie 0,61. Jej peryhelium znajduje się w odległości 1,36 j.a., aphelium zaś 5,65 j.a. od Słońca. Jej okres obiegu wokół Słońca wynosi 6,56 roku, nachylenie do ekliptyki to 19,48˚.
6P/d’Arrest należy do rodziny komet związanych z Jowiszem.

## Właściwości fizyczne
Jest to stosunkowo mało aktywna kometa. Ze względu na bardzo częste powroty w pobliże Słońca jest to już obiekt, który pozbył się znacznej części substancji lotnych. Jądro tej komety ma wielkość ok. 3,2 km.